# Rhinolophus horaceki
Rhinolophus horaceki — вид рукокрилих ссавців з родини підковикових.

## Таксономічна примітка
Таксон нещодавно описаний.

## Морфологічна характеристика
Кажан середнього розміру, з довжиною передпліччя від 48 до 50 мм, довжиною вух від 20.8 до 22.7 мм. Спинна частина варіює від коричневого до коричнево-сірого, а черевна – сіро-бежева. Вуха темно-коричневі. Носова пластинка має трикутний і запушений ланцет, високий і округлий сполучний відросток, вузьке сідло в центрі і загострений кінчик. Нижня губа має лише одну поздовжню борозенку. Перетинки крил темно-коричневі або темно-сірувато-коричневі. Хвіст довгий і повністю входить у великий уропатій.

## Середовище проживання
Країни проживання: Лівія (Киренаїка). Мешкає в середземноморських лісах і степах до 660 метрів над рівнем моря.

## Спосіб життя
Ховається в печерах, руїнах і покинутих підвалах. Харчується комахами.